# GR-3. Sendero Central de Cataluña

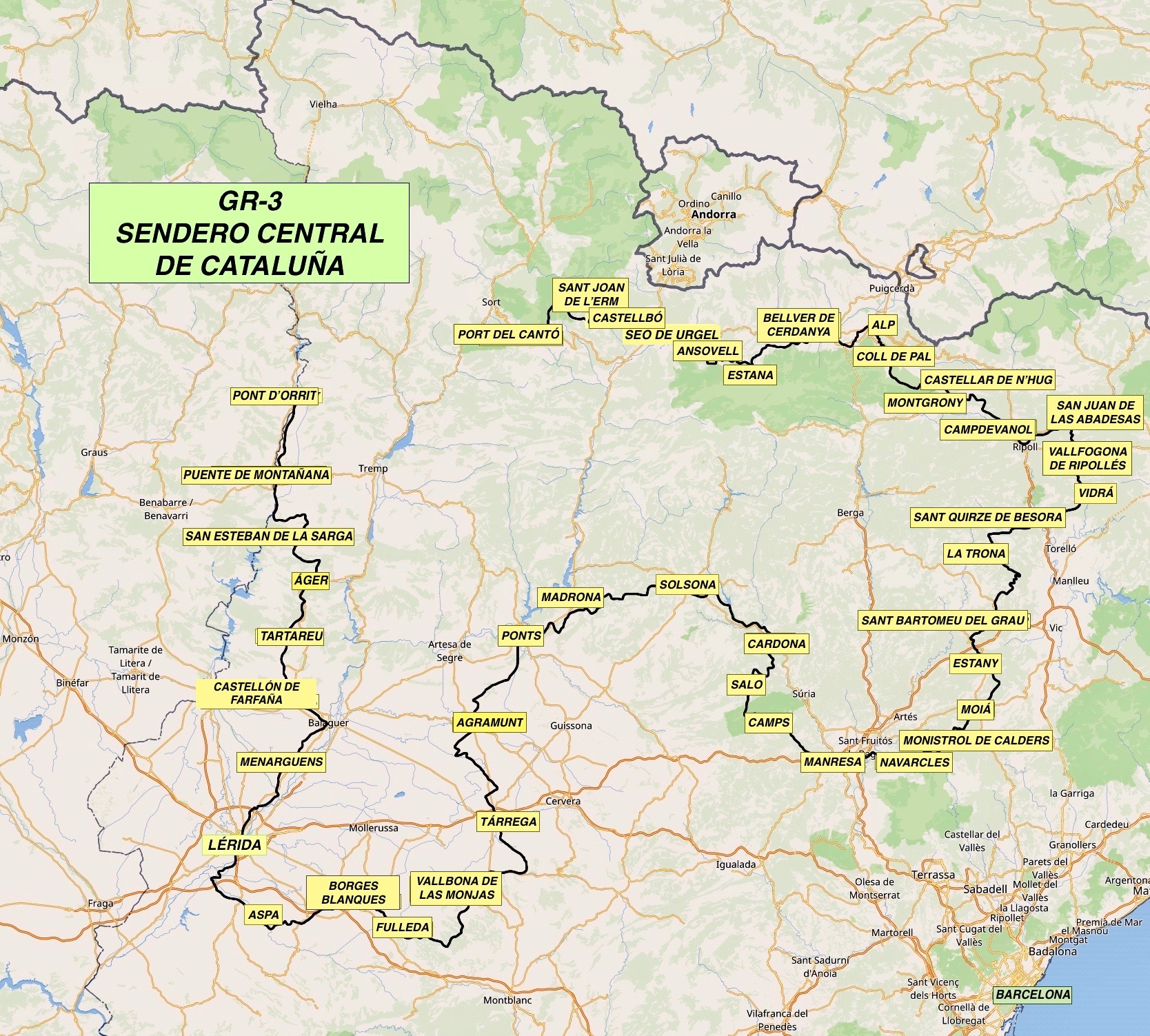
Sendero Central de Cataluña, GR-3, con las etapas.

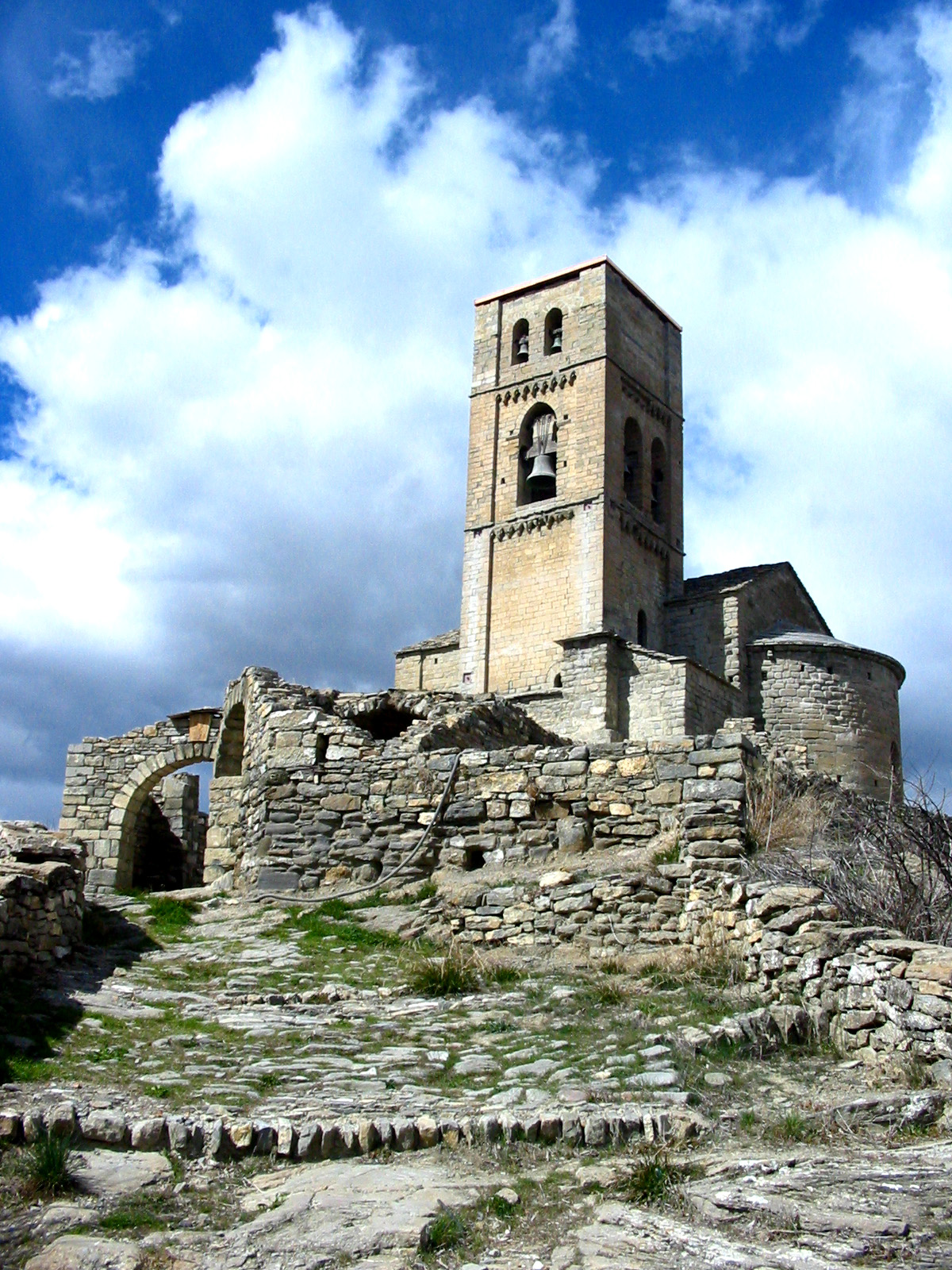
Iglesia de Santa María de Baldós, en Montañana, final de la etapa 6.

El Sendero Central de Cataluña, conocido como GR-3 en la clasificación de los senderos de Gran Recorrido o senderos GR españoles, es un sendero circular que discurre por la Cataluña interior, aunque en estos momentos, el círculo no se ha completado a falta de diez de las etapas que transcurren por el Pirineo.

## Etapas
En 2018, la FEEC, Federació d'Entitats Excursionsitas de Catalunya, indicaba este recorrido que tenía su origen y final en Lérida, aunque el trazado no se ha completado aún.
En el trazado actual se pueden recorrer a pie unos 705 km dentro de la ruta.
- Etapa 1 - Lérida-Menarguens, 19,5 km
- Etapa 2 - Menarguens-Castellón de Farfaña, 18,2 km
- Etapa 3 - Castellón de Farfaña-Tartareu, 13,6 km
- Etapa 4 - Tartareu-Ager, 13,5 km
- Etapa 5 - Ager-San Esteban de la Sarga, 17 km
- Etapa 6 - San Esteban de la Sarga-Puente de Montañana, 19,8 km
- Etapa 7 - Puente de Montañana-El Pont d'Orrit, 14,9 km

Falta el trayecto entre las etapas 8 y 16
- Etapa 17 - Puerto del Cantó-Sant Joan de l'Erm, 9,5 km
- Etapa 18 - Sant Joan de l'Erm-Castellbó, 12,5 km
- Etapa 19 - Castellbó-Seo de Urgel, 19,3 km
- Etapa 20 - Seo de Urgel-Ansobell, 20,25 km
- Etapa 21 - Ansobell-Estana, 12,5 km
- Etapa 22 - Estana-Bellver de Cerdaña, 20 km
- Etapa 23 - Bellver de Cerdaña-Alp, 14,7 km
- Etapa 24 - Alp-Coll de Pal, 13 km
- Etapa 25 - Coll de Pal-Castellar de Nuch, 16 km
- Etapa 26 - Castellar de Nuch-Montgrony, 9,1 km
- Etapa 27 - Montgrony-Campdevanol, 15 km
- Etapa 28 - Campdevánol-San Juan de las Abadesas, 14 km (incorpora parte de la Ruta del Hierro y el Carbón.[2]
- Etapa 29 - San Juan de las Abadesas-Vallfogona de Ripollés, 6,75 km
- Etapa 30 - Vallfogona de Ripollés-Vidrá, 12,8 km
- Etapa 31 - Vidrá-San Quirico de Besora, 11,3 km
- Etapa 32 - San Quirico de Besora-La Trona, 13,7 km (La Trona es una zona rural, el municipio más cercano con servicios es San Baudilio de Llusanés, a 3,5 km fuera de ruta, o en alguna casa rural de Sobremunt, más cerca.[3])
- Etapa 33 - La Trona-San Bartolomé del Grau, 19 km
- Etapa 34 - San Bartolomé del Grau-Estany, 25 km
- Etapa 35 - Estany-Moyá, 11,3 km
- Etapa 35 - Moyá-Monistrol de Calders, 14,8 km
- Etapa 37 - Monistrol de Calders-Navarcles, 14,2 km
- Etapa 38 - Navarcles-Manresa, 12 km
- Etapa 39 - Manresa-Camps, 17,6 km
- Etapa 40 - Camps-Salo, 17,3 km
- Etapa 41 - Salo-Cardona, 19 km
- Etapa 42 - Cardona-Solsona, 23,2 km
- Etapa 43 - Solsona-Madrona, 26,5 km
- Etapa 44 - Madrona-Ponts, 27,8 km
- Etapa 45 - Ponts-Agramunt, 22,6 km
- Etapa 46 - Agramunt-Tárrega, 24,7 km
- Etapa 47 - Tárrega-Vallbona de las Monjas, 26 km (aquí enlaza con la Ruta del Císter)
- Etapa 48 - Vallbona de las Monjas-Fulleda, 17 km
- Etapa 49 - Fulleda-Borjas Blancas, 20,5 km
- Etapa 50 - Borjas Blancas-Aspa, 21,3 km
- Etapa 51 - Aspa-Lérida, 23 km